# Seznam dílů seriálu Městečko South Park
Toto je seznam dílů seriálu Městečko South Park. Americký animovaný sitcom Městečko South Park (v originále South Park) je vysílán televizí Comedy Central nepřetržitě od roku 1997. V únoru 2023 bylo zahájeno vysílání 26. série. Seriál má tedy zatím 328 dílů.

## Přehled řad
| Řada | Díly | Premiéra v USA   | Premiéra v USA     | Premiéra v ČR      | Premiéra v ČR      |
| Řada | Díly | První díl        | Poslední díl       | První díl          | Poslední díl       |
| ---- | ---- | ---------------- | ------------------ | ------------------ | ------------------ |
| 1    | 13   | 13. srpna 1997   | 25. února 1998     | 4. září 1998       | 27. listopadu 1998 |
| 2    | 18   | 1. dubna 1998    | 20. ledna 1999     | 3. září 1999       | 31. prosince 1999  |
| 3    | 17   | 7. dubna 1999    | 12. ledna 2000     | 1. září 2000       | 29. prosince 2000  |
| 4    | 17   | 5. dubna 2000    | 20. prosince 2000  | 7. září 2001       | 28. prosince 2001  |
| 5    | 14   | 20. června 2001  | 12. prosince 2001  | 25. listopadu 2002 | 3. března 2003     |
| 6    | 17   | 6. března 2002   | 11. prosince 2002  | 6. července 2004   | 11. srpna 2004     |
| 7    | 15   | 19. března 2003  | 17. prosince 2003  | 23. listopadu 2012 | 13. prosince 2012  |
| 8    | 14   | 17. března 2004  | 15. prosince 2004  | 14. prosince 2012  | 3. ledna 2013      |
| 9    | 14   | 9. března 2005   | 7. prosince 2005   | 3. ledna 2013      | 22. ledna 2013     |
| 10   | 14   | 22. března 2006  | 15. listopadu 2006 | 23. ledna 2013     | 8. února 2013      |
| 11   | 14   | 7. března 2007   | 14. listopadu 2007 | 8. února 2013      | 27. února 2013     |
| 12   | 14   | 12. března 2008  | 19. listopadu 2008 | 28. února 2013     | 19. března 2013    |
| 13   | 14   | 11. března 2009  | 18. listopadu 2009 | 20. března 2013    | 9. dubna 2013      |
| 14   | 14   | 17. března 2010  | 17. listopadu 2010 | 10. dubna 2013     | 26. dubna 2013     |
| 15   | 14   | 27. dubna 2011   | 16. listopadu 2011 | 26. dubna 2013     | 15. května 2013    |
| 16   | 14   | 14. března 2012  | 7. listopadu 2012  | 16. května 2013    | 4. června 2013     |
| 17   | 10   | 25. září 2013    | 11. prosince 2013  | 14. června 2016    | 23. srpna 2016     |
| 18   | 10   | 24. září 2014    | 10. prosince 2014  | 11. září 2016      | 12. září 2016      |
| 19   | 10   | 16. září 2015    | 9. prosince 2015   | 5. dubna 2016      | 7. června 2016     |
| 20   | 10   | 14. září 2016    | 7. prosince 2016   | 20. září 2016      | 20. prosince 2016  |
| 21   | 10   | 13. září 2017    | 6. prosince 2017   | 13. října 2017     | 15. prosince 2017  |
| 22   | 10   | 26. září 2018    | 12. prosince 2018  | 17. února 2019     | 17. března 2019    |
| 23   | 10   | 25. září 2019    | 11. prosince 2019  | 8. března 2020     | 5. dubna 2020      |
| 24   | 4    | 30. září 2020    | 16. prosince 2021  | 5. října 2020      |                    |
| 25   | 8    | 2. února 2022    | 13. července 2022  | 7. února 2022      |                    |
| 26   | 9    | 8. února 2023    | 24. května 2024    |                    |                    |
| 27   |      | 9. července 2025 |                    |                    |                    |

## Seznam dílů

### První řada (1997–1998)
| Č. v seriálu | Č. v řadě | Původní název                   | Český název                                  | Režie                    | Scénář                                 | Premiéra v USA     | Premiéra v ČR                                      | Prod. kód | Pořadí v ČR |
| ------------ | --------- | ------------------------------- | -------------------------------------------- | ------------------------ | -------------------------------------- | ------------------ | -------------------------------------------------- | --------- | ----------- |
| 1            | 1         | Cartman Gets an Anal Probe      | Cartman dostává anální sondu                 | Trey Parker              | Trey Parker a Matt Stone               | 13. srpna 1997     | 4. září 1998 (HBO) 8. ledna 2001 (TV Nova)         | 101       | 1-01        |
| 2            | 2         | Weight Gain 4000                | Posilovač 4000                               | Trey Parker a Matt Stone | Trey Parker a Matt Stone               | 20. srpna 1997     | 11. září 1998 (HBO) 15. ledna 2001 (TV Nova)       | 102       | 1-02        |
| 3            | 3         | Volcano                         | Sopka                                        | Trey Parker a Matt Stone | Trey Parker a Matt Stone               | 27. srpna 1997     | 18. září 1998 (HBO) 22. ledna 2001 (TV Nova)       | 103       | 1-03        |
| 4            | 4         | Big Gay Al's Big Gay Boat Ride  | Velká růžová plavba teplého Ala              | Trey Parker              | Trey Parker a Matt Stone               | 3. září 1997       | 25. září 1998 (HBO) 29. ledna 2001 (TV Nova)       | 104       | 1-04        |
| 5            | 5         | An Elephant Makes Love to a Pig | Slon miluje svini                            | Trey Parker              | Trey Parker, Matt Stone a Dan Sterling | 10. září 1997      | 2. října 1998 (HBO) 5. února 2001 (TV Nova)        | 105       | 1-05        |
| 6            | 6         | Death                           | Smrt                                         | Matt Stone               | Trey Parker a Matt Stone               | 17. září 1997      | 9. října 1998 (HBO) 12. února 2001 (TV Nova)       | 106       | 1-06        |
| 7            | 7         | Pinkeye                         | Zánět spojivek                               | Trey Parker a Matt Stone | Trey Parker, Matt Stone a Philip Stark | 29. října 1997     | 16. října 1998 (HBO) 19. února 2001 (TV Nova)      | 107       | 1-07        |
| 8            | 8         | Starvin' Marvin                 | Hladovej Marvin                              | Trey Parker              | Trey Parker                            | 19. listopadu 1997 | 23. října 1998 (HBO) 26. února 2001 (TV Nova)      | 109       | 1-09        |
| 9            | 9         | Mr. Hankey, the Christmas Poo   | Pan Hankey                                   | Trey Parker a Matt Stone | Trey Parker                            | 17. prosince 1997  | 30. října 1998 (HBO) 5. března 2001 (TV Nova)      | 110       | 1-10        |
| 10           | 10        | Damien                          | Damián                                       | Trey Parker              | Trey Parker a Matt Stone               | 4. února 1998      | 6. listopadu 1998 (HBO) 12. března 2001 (TV Nova)  | 108       | 1-08        |
| 11           | 11        | Tom's Rhinoplasty               | Tomova plastická chirurgie                   | Trey Parker              | Trey Parker                            | 11. února 1998     | 13. listopadu 1998 (HBO) 19. března 2001 (TV Nova) | 111       | 1-11        |
| 12           | 12        | Mecha-Streisand                 | Mecha-Streisanda                             | Trey Parker              | Trey Parker, Matt Stone a Philip Stark | 18. února 1998     | 20. listopadu 1998 (HBO) 26. března 2001 (TV Nova) | 112       | 1-12        |
| 13           | 13        | Cartman's Mom Is a Dirty Slut   | Cartmanova máma je špinavá flundra (1. část) | Trey Parker              | Trey Parker a David Goodman            | 25. února 1998     | 27. listopadu 1998 (HBO) 2. dubna 2001 (TV Nova)   | 113       | 1-13        |

### Druhá řada (1998–1999)
| Č. v seriálu | Č. v řadě | Původní název                                  | Český název                                        | Režie       | Scénář                                   | Premiéra v USA    | Premiéra v ČR                                       | Prod. kód | Pořadí v ČR |
| ------------ | --------- | ---------------------------------------------- | -------------------------------------------------- | ----------- | ---------------------------------------- | ----------------- | --------------------------------------------------- | --------- | ----------- |
| 14           | 1         | Terrance and Phillip in Not Without My Anus    | Bez mé řiti ne (2. část)                           | Trey Parker | Trey Parker a Trisha Nixon               | 1. dubna 1998     | 3. září 1999 (HBO) 9. dubna 2001 (TV Nova)          | 201       | 2-01        |
| 15           | 2         | Cartman's Mom Is Still a Dirty Slut            | Cartmanova máma je pořád špinavá flundra (3. část) | Trey Parker | Trey Parker a David Goodman              | 22. dubna 1998    | 10. září 1999 (HBO) 16. dubna 2001 (TV Nova)        | 202       | 2-02        |
| 16           | 3         | Ike's Wee Wee                                  | Ikeova obřízka                                     | Trey Parker | Trey Parker                              | 20. května 1998   | 17. září 1999 (HBO) 23. dubna 2001 (TV Nova)        | 203       | 2-03        |
| 17           | 4         | Chickenlover                                   | Milovník slepic                                    | Trey Parker | Trey Parker, Matt Stone a David Goodman  | 27. května 1998   | 24. září 1999 (HBO) 30. dubna 2001 (TV Nova)        | 204       | 2-04        |
| 18           | 5         | Conjoined Fetus Lady                           | Sestřička s mrtvým embryem na ksichtě              | Trey Parker | Trey Parker, Matt Stone a David Goodman  | 3. června 1998    | 1. října 1999 (HBO) 7. května 2001 (TV Nova)        | 205       | 2-05        |
| 19           | 6         | The Mexican Staring Frog of Southern Sri Lanka | Mexická uhrančivá žába z jižní Srí Lanky           | Trey Parker | Trey Parker a Matt Stone                 | 10. června 1998   | 8. října 1999 (HBO) 14. května 2001 (TV Nova)       | 206       | 2-06        |
| 20           | 7         | City on the Edge of Forever                    | Na okraji věčnosti                                 | Trey Parker | Trey Parker a Nancy Pimental             | 17. června 1998   | 15. října 1999 (HBO) 21. května 2001 (TV Nova)      | 207       | 2-07        |
| 21           | 8         | Summer Sucks                                   | Léto je na hovno                                   | Trey Parker | Trey Parker a Nancy Pimental             | 24. června 1998   | 22. října 1999 (HBO) 28. května 2001 (TV Nova)      | 208       | 2-08        |
| 22           | 9         | Chef's Chocolate Salty Balls                   | Šéfovy slané čokoládové koule                      | Trey Parker | Trey Parker, Matt Stone a Nancy Pimental | 19. srpna 1998    | 29. října 1999 (HBO) 4. června 2001 (TV Nova)       | 209       | 2-09        |
| 23           | 10        | Chickenpox                                     | Plané neštovice                                    | Trey Parker | Trey Parker, Matt Stone a Trisha Nixon   | 26. srpna 1998    | 5. listopadu 1999 (HBO) 11. června 2001 (TV Nova)   | 210       | 2-10        |
| 24           | 11        | Roger Ebert Should Lay Off the Fatty Foods     | Planetárium                                        | Trey Parker | Trey Parker a David Goodman              | 2. září 1998      | 12. listopadu 1999 (HBO) 18. června 2001 (TV Nova)  | 211       | 2-11        |
| 25           | 12        | Clubhouses                                     | Klubovna                                           | Trey Parker | Trey Parker a Nancy Pimental             | 23. září 1998     | 19. listopadu 1999 (HBO) 25. června 2001 (TV Nova)  | 212       | 2-12        |
| 26           | 13        | Cow Days                                       | Kraví festival                                     | Trey Parker | Trey Parker a David Goodman              | 30. září 1998     | 26. listopadu 1999 (HBO) 2. července 2001 (TV Nova) | 213       | 2-13        |
| 27           | 14        | Chef Aid                                       | Koncert pro Šéfa                                   | Trey Parker | Trey Parker a Matt Stone                 | 7. října 1998     | 3. prosince 1999 (HBO) 9. července 2001 (TV Nova)   | 214       | 2-14        |
| 28           | 15        | Spookyfish                                     | Strašidelná rybička                                | Trey Parker | Trey Parker                              | 28. října 1998    | 10. prosince 1999 (HBO) 16. července 2001 (TV Nova) | 215       | 2-15        |
| 29           | 16        | Merry Christmas, Charlie Manson!               | Veselé Vánoce, Charlie Mansone                     | Eric Stough | Trey Parker a Nancy Pimental             | 9. prosince 1998  | 17. prosince 1999 (HBO) 23. července 2001 (TV Nova) | 216       | 2-16        |
| 30           | 17        | Gnomes                                         | Spoďároví skřítci                                  | Trey Parker | Trey Parker, Matt Stone a Pam Brady      | 16. prosince 1998 | 24. prosince 1999 (HBO) 30. července 2001 (TV Nova) | 217       | 2-17        |
| 31           | 18        | Prehistoric Ice Man                            | Prehistorický ledový muž                           | Eric Stough | Trey Parker a Nancy Pimental             | 20. ledna 1999    | 31. prosince 1999 (HBO) 6. srpna 2001 (TV Nova)     | 218       | 2-18        |

### Třetí řada (1999–2000)
| Č. v seriálu | Č. v řadě | Původní název                      | Český název                        | Režie                     | Scénář                                   | Premiéra v USA     | Premiéra v ČR                                        | Prod. kód | Pořadí v ČR |
| ------------ | --------- | ---------------------------------- | ---------------------------------- | ------------------------- | ---------------------------------------- | ------------------ | ---------------------------------------------------- | --------- | ----------- |
| 32           | 1         | Rainforest Shmainforest            | Deštný prales                      | Trey Parker a Eric Stough | Trey Parker a Matt Stone                 | 7. dubna 1999      | 1. září 2000 (HBO) 13. srpna 2001 (TV Nova)          | 301       | 3-01        |
| 33           | 2         | Spontaneous Combustion             | Samovznícení                       | Matt Stone                | Trey Parker, Matt Stone a David Goodman  | 14. dubna 1999     | 8. září 2000 (HBO) 20. srpna 2001 (TV Nova)          | 302       | 3-02        |
| 34           | 3         | The Succubus                       | Sukuba                             | Trey Parker               | Trey Parker                              | 21. dubna 1999     | 15. září 2000 (HBO) 27. srpna 2001 (TV Nova)         | 303       | 3-03        |
| 35           | 4         | Jakovasaurs                        | Jakovasauři                        | Matt Stone                | Trey Parker, Matt Stone a David Goodman  | 16. června 1999    | 22. září 2000 (HBO) 3. září 2001 (TV Nova)           | 305       | 3-05        |
| 36           | 5         | Tweek vs. Craig                    | Tweek vs. Craig                    | Trey Parker               | Trey Parker                              | 23. června 1999    | 29. září 2000 (HBO) 10. září 2001 (TV Nova)          | 304       | 3-04        |
| Speciální    | Speciální | Bigger, Longer & Uncut             | Peklo na Zemi                      | Trey Parker               | Trey Parker, Matt Stone a Pam Brady      | 30. června 1999    | 10. února 2000                                       |           |             |
| 37           | 6         | Sexual Harassment Panda            | Sexuálně harašivý panda            | Eric Stough               | Trey Parker                              | 7. července 1999   | 6. října 2000 (HBO) 17. září 2001 (TV Nova)          | 306       | 3-06        |
| 38           | 7         | Cat Orgy                           | Kočičí orgie (1. část)             | Trey Parker               | Trey Parker                              | 14. července 1999  | 13. října 2000 (HBO) 24. září 2001 (TV Nova)         | 307       | 3-07        |
| 39           | 8         | Two Guys Naked in a Hot Tub        | Dva chlapi a horká lázeň (2. část) | Trey Parker               | Trey Parker, Matt Stone a David Goodman  | 21. července 1999  | 20. října 2000 (HBO) 1. října 2001 (TV Nova)         | 308       | 3-08        |
| 40           | 9         | Jewbilee                           | Židobileum (3. část)               | Trey Parker               | Trey Parker                              | 28. července 1999  | 27. října 2000 (HBO) 8. října 2001 (TV Nova)         | 309       | 3-09        |
| 41           | 10        | Korn's Groovy Pirate Ghost Mystery | Korní záhada pirátských duchů      | Trey Parker               | Trey Parker                              | 27. října 1999     | 3. listopadu 2000 (HBO) 15. října 2001 (TV Nova)     | 312       | 3-12        |
| 42           | 11        | Chinpokomon                        | Činpokomončáci                     | Trey Parker a Eric Stough | Trey Parker                              | 3. listopadu 1999  | 10. listopadu 2000 (HBO) 22. října 2001 (TV Nova)    | 310       | 3-10        |
| 43           | 12        | Hooked on Monkey Fonics            | Pravopisná akustická opice         | Trey Parker               | Trey Parker                              | 10. listopadu 1999 | 24. listopadu 2000 (HBO) 29. října 2001 (TV Nova)    | 313       | 3-13        |
| 44           | 13        | Starvin' Marvin in Space           | Hladovej Marvin ve vesmíru         | Trey Parker               | Trey Parker, Matt Stone a Kyle McCulloch | 17. listopadu 1999 | 1. prosince 2000 (HBO) 5. listopadu 2001 (TV Nova)   | 311       | 3-11        |
| 45           | 14        | The Red Badge of Gayness           | Vyznamenaná pitomost               | Trey Parker               | Trey Parker                              | 24. listopadu 1999 | 8. prosince 2000 (HBO) 12. listopadu 2001 (TV Nova)  | 314       | 3-14        |
| 46           | 15        | Mr. Hankey's Christmas Classics    | Vánoční koledy pana Hankeyho       | Trey Parker               | Trey Parker                              | 1. prosince 1999   | 15. prosince 2000 (HBO) 19. listopadu 2001 (TV Nova) | 315       | 3-15        |
| 47           | 16        | Are You There God? It's Me, Jesus  | Jsi tam, Bože? To jsem já, Ježíš   | Eric Stough               | Trey Parker                              | 29. prosince 1999  | 22. prosince 2000 (HBO) 26. listopadu 2001 (TV Nova) | 316       | 3-16        |
| 48           | 17        | World Wide Recorder Concert        | Světový koncert                    | Eric Stough               | Trey Parker                              | 12. ledna 2000     | 29. prosince 2000 (HBO) 3. prosince 2001 (TV Nova)   | 317       | 3-17        |

### Čtvrtá řada (2000)
Poslední řada, kterou vysílala česká verze kanálu HBO.
| Č. v seriálu | Č. v řadě | Původní název                         | Český název                            | Režie                     | Scénář                                   | Premiéra v USA     | Premiéra v ČR                                        | Prod. kód | Pořadí v ČR |
| ------------ | --------- | ------------------------------------- | -------------------------------------- | ------------------------- | ---------------------------------------- | ------------------ | ---------------------------------------------------- | --------- | ----------- |
| 49           | 1         | The Tooth Fairy's Tats 2000           | Zubní víla                             | Trey Parker               | Trey Parker, Matt Stone a Nancy Pimental | 5. dubna 2000      | 7. září 2001 (HBO) 22. července 2002 (TV Nova)       | 402       | 4-02        |
| 50           | 2         | Cartman's Silly Hate Crime 2000       | Cartmanův trestný čin                  | Trey Parker a Eric Stough | Trey Parker                              | 12. dubna 2000     | 14. září 2001 (HBO) 29. července 2002 (TV Nova)      | 401       | 4-01        |
| 51           | 3         | Timmy 2000                            | Timmy                                  | Trey Parker               | Trey Parker                              | 19. dubna 2000     | 21. září 2001 (HBO) 5. srpna 2002 (TV Nova)          | 404       | 4-04        |
| 52           | 4         | Quintuplets 2000                      | Paterčata                              | Trey Parker               | Trey Parker                              | 26. dubna 2000     | 28. září 2001 (HBO) 12. srpna 2002 (TV Nova)         | 403       | 4-03        |
| 53           | 5         | Cartman Joins NAMBLA                  | Cartman hledá vyspělé kámoše (1. část) | Eric Stough               | Trey Parker                              | 21. června 2000    | 5. října 2001 (HBO) 19. srpna 2002 (TV Nova)         | 406       | 4-06        |
| 54           | 6         | Cherokee Hair Tampons                 | Čerokézské vlasové tampony (2. část)   | Trey Parker               | Trey Parker                              | 28. června 2000    | 12. října 2001 (HBO) 26. srpna 2002 (TV Nova)        | 407       | 4-07        |
| 55           | 7         | Chef Goes Nanners                     | Boj o rasistickou vlajku               | Trey Parker a Eric Stough | Trey Parker                              | 5. července 2000   | 19. října 2001 (HBO) 2. září 2002 (TV Nova)          | 408       | 4-08        |
| 56           | 8         | Something You Can Do with Your Finger | Něco, co můžeš udělat prstem           | Trey Parker               | Trey Parker                              | 12. července 2000  | 26. října 2001 (HBO) 9. září 2002 (TV Nova)          | 409       | 4-09        |
| 57           | 9         | Do the Handicapped Go to Hell?        | Končí invalidové v pekle? (1. část)    | Trey Parker               | Trey Parker                              | 19. července 2000  | 2. listopadu 2001 (HBO) 16. září 2002 (TV Nova)      | 410       | 4-10        |
| 58           | 10        | Probably                              | Pravděpodobně (2. část)                | Trey Parker               | Trey Parker                              | 26. července 2000  | 9. listopadu 2001 (HBO) 23. září 2002 (TV Nova)      | 411       | 4-11        |
| 59           | 11        | 4th Grade                             | Čtvrtá třída (1. část)                 | Trey Parker               | Trey Parker                              | 8. listopadu 2000  | 16. listopadu 2001 (HBO) 30. září 2002 (TV Nova)     | 412       | 4-12        |
| 60           | 12        | Trapper Keeper                        | Supertaška (2. část)                   | Trey Parker               | Trey Parker                              | 15. listopadu 2000 | 23. listopadu 2001 (HBO) 7. října 2002 (TV Nova)     | 413       | 4-13        |
| 61           | 13        | Helen Keller! The Musical             | Muzikál Helen Kellerové                | Trey Parker               | Trey Parker                              | 22. listopadu 2000 | 30. listopadu 2001 (HBO) 14. října 2002 (TV Nova)    | 414       | 4-14        |
| 62           | 14        | Pip                                   | Pip                                    | Eric Stough               | Trey Parker                              | 29. listopadu 2000 | 7. prosince 2001 (HBO) 21. října 2002 (TV Nova)      | 405       | 4-05        |
| 63           | 15        | Fat Camp                              | Tábor tlusťochů                        | Trey Parker               | Trey Parker                              | 6. prosince 2000   | 14. prosince 2001 (HBO) 4. listopadu 2002 (TV Nova)  | 415       | 4-15        |
| 64           | 16        | The Wacky Molestation Adventure       | Dobrodružství bez dohledu rodičů       | Trey Parker               | Trey Parker                              | 13. prosince 2000  | 21. prosince 2001 (HBO) 11. listopadu 2002 (TV Nova) | 416       | 4-16        |
| 65           | 17        | A Very Crappy Christmas               | Zpackané Vánoce                        | Adrien Beard              | Trey Parker                              | 20. prosince 2000  | 28. prosince 2001 (HBO) 18. listopadu 2002 (TV Nova) | 417       | 4-17        |

### Pátá řada (2001)
Od této řady se South Park vysílal pouze na TV Nova.
| Č. v seriálu | Č. v řadě | Původní název                         | Český název                         | Režie       | Scénář      | Premiéra v USA     | Premiéra v ČR      | Prod. kód | Pořadí v ČR |
| ------------ | --------- | ------------------------------------- | ----------------------------------- | ----------- | ----------- | ------------------ | ------------------ | --------- | ----------- |
| 66           | 1         | It Hits the Fan                       | Jedno sprosté slovo                 | Trey Parker | Trey Parker | 20. června 2001    | 25. listopadu 2002 | 502       | 5-02        |
| 67           | 2         | Cripple Fight                         | Rvačka kriplů                       | Trey Parker | Trey Parker | 27. června 2001    | 2. prosince 2002   | 503       | 5-03        |
| 68           | 3         | Super Best Friends                    | Super přátelé                       | Trey Parker | Trey Parker | 4. července 2001   | 9. prosince 2002   | 504       | 5-04        |
| 69           | 4         | Scott Tenorman Must Die               | Scott Tenorman musí zemřít          | Eric Stough | Trey Parker | 11. července 2001  | 16. prosince 2002  | 501       | 5-01        |
| 70           | 5         | Terrance and Phillip: Behind the Blow | Terrance a Phillip – Za zenitem     | Trey Parker | Trey Parker | 18. července 2001  | 23. prosince 2002  | 505       | 5-05        |
| 71           | 6         | Cartmanland                           | Cartmanland                         | Trey Parker | Trey Parker | 25. července 2001  | 6. ledna 2003      | 506       | 5-06        |
| 72           | 7         | Proper Condom Use                     | Sexuální výchova                    | Trey Parker | Trey Parker | 1. srpna 2001      | 13. ledna 2003     | 507       | 5-07        |
| 73           | 8         | Towelie                               | Ručníček                            | Trey Parker | Trey Parker | 8. srpna 2001      | 20. ledna 2003     | 508       | 5-08        |
| 74           | 9         | Osama bin Laden Has Farty Pants       | Usáma Bin Ládin má zaprděný trencle | Trey Parker | Trey Parker | 7. listopadu 2001  | 27. ledna 2003     | 509       | 5-09        |
| 75           | 10        | How to Eat with Your Butt             | Jak se jí zadkem                    | Trey Parker | Trey Parker | 14. listopadu 2001 | 3. února 2003      | 510       | 5-10        |
| 76           | 11        | The Entity                            | Garrisonovo teplé vozítko           | Trey Parker | Trey Parker | 21. listopadu 2001 | 10. února 2003     | 511       | 5-11        |
| 77           | 12        | Here Comes the Neighborhood           | Tudy spěje naše čtvrť               | Eric Stough | Trey Parker | 28. listopadu 2001 | 17. února 2003     | 512       | 5-12        |
| 78           | 13        | Kenny Dies                            | Kenny umírá                         | Trey Parker | Trey Parker | 5. prosince 2001   | 24. února 2003     | 513       | 5-13        |
| 79           | 14        | Butters' Very Own Episode             | Buttersova vlastní epizoda          | Eric Stough | Trey Parker | 12. prosince 2001  | 3. března 2003     | 514       | 5-14        |

### Šestá řada (2002)
Poslední řada, kterou vysílala TV Nova.
| Č. v seriálu | Č. v řadě | Původní název                                              | Český název                                        | Režie                     | Scénář      | Premiéra v USA     | Premiéra v ČR     | Prod. kód | Pořadí v ČR |
| ------------ | --------- | ---------------------------------------------------------- | -------------------------------------------------- | ------------------------- | ----------- | ------------------ | ----------------- | --------- | ----------- |
| 80           | 1         | Jared Has Aides                                            | Jaredovy potíže                                    | Trey Parker               | Trey Parker | 6. března 2002     | 6. července 2004  | 602       | 6-02        |
| 81           | 2         | Asspen                                                     | Víkend v Aspenu                                    | Trey Parker               | Trey Parker | 13. března 2002    | 7. července 2004  | 603       | 6-03        |
| 82           | 3         | Freak Strike                                               | Stávka postižených                                 | Trey Parker               | Trey Parker | 20. března 2002    | 8. července 2004  | 601       | 6-01        |
| 83           | 4         | Fun with Veal                                              | Patálie s telecím                                  | Trey Parker               | Trey Parker | 27. března 2002    | 13. července 2004 | 605       | 6-05        |
| 84           | 5         | The New Terrance and Phillip Movie Trailer                 | Upoutávka                                          | Trey Parker               | Trey Parker | 3. dubna 2002      | 14. července 2004 | 604       | 6-04        |
| 85           | 6         | Professor Chaos                                            | Profesor Chaos (1. část)                           | Trey Parker               | Trey Parker | 10. dubna 2002     | 15. července 2004 | 606       | 6-06        |
| 86           | 7         | Simpsons Already Did It                                    | To už bylo v Simpsonech (2. část)                  | Trey Parker               | Trey Parker | 26. června 2002    | 20. července 2004 | 607       | 6-07        |
| 87           | 8         | Red Hot Catholic Love                                      | Žhavá katolická láska                              | Trey Parker               | Trey Parker | 3. července 2002   | 21. července 2004 | 608       | 6-08        |
| 88           | 9         | Free Hat                                                   | Zachraňte film a Čepičáře                          | Toni Nugnes               | Trey Parker | 10. července 2002  | 22. července 2004 | 609       | 6-09        |
| 89           | 10        | Bebe's Boobs Destroy Society                               | Kozy rozbily partu                                 | Trey Parker               | Trey Parker | 17. července 2002  | 27. července 2004 | 610       | 6-10        |
| 90           | 11        | Child Abduction Is Not Funny                               | Únos není sranda                                   | Trey Parker               | Trey Parker | 24. července 2002  | 28. července 2004 | 611       | 6-11        |
| 91           | 12        | A Ladder to Heaven                                         | Žebřík do nebe (1. část)                           | Trey Parker               | Trey Parker | 6. listopadu 2002  | 29. července 2004 | 612       | 6-12        |
| 92           | 13        | The Return of the Fellowship of the Ring to the Two Towers | Návrat Společenstva prstenu do Dvou věží (2. část) | Trey Parker               | Trey Parker | 13. listopadu 2002 | 3. srpna 2004     | 613       | 6-13        |
| 93           | 14        | The Death Camp of Tolerance                                | Toleranční tábor smrti (3. část)                   | Trey Parker               | Trey Parker | 20. listopadu 2002 | 4. srpna 2004     | 614       | 6-14        |
| 94           | 15        | The Biggest Douche in the Universe                         | Největší všivák vesmíru (4. část)                  | Trey Parker               | Trey Parker | 27. listopadu 2002 | 5. srpna 2004     | 615       | 6-15        |
| 95           | 16        | My Future Self n' Me                                       | Já a mé budoucí já                                 | Trey Parker a Eric Stough | Trey Parker | 4. prosince 2002   | 10. srpna 2004    | 616       | 6-16        |
| 96           | 17        | Red Sleigh Down                                            | Červené sáně sestřeleny                            | Trey Parker               | Trey Parker | 11. prosince 2002  | 11. srpna 2004    | 617       | 6-17        |

### Sedmá řada (2003)
Od této řady se South Park vysílal pouze na Nova Action.
| Č. v seriálu | Č. v řadě | Původní název            | Český název                  | Režie       | Scénář      | Premiéra v USA     | Premiéra v ČR      | Prod. kód | Pořadí v ČR |
| ------------ | --------- | ------------------------ | ---------------------------- | ----------- | ----------- | ------------------ | ------------------ | --------- | ----------- |
| 97           | 1         | Cancelled                | Pořad byl zrušen             | Trey Parker | Trey Parker | 19. března 2003    | 23. listopadu 2012 | 701       | 7-01        |
| 98           | 2         | Krazy Kripples           | Šílený kriplové              | Trey Parker | Trey Parker | 26. března 2003    | 26. listopadu 2012 | 702       | 7-02        |
| 99           | 3         | Toilet Paper             | Toaletní papír               | Trey Parker | Trey Parker | 2. dubna 2003      | 27. listopadu 2012 | 703       | 7-03        |
| 100          | 4         | I'm a Little Bit Country | Jsem tak trochu country      | Trey Parker | Trey Parker | 9. dubna 2003      | 28. listopadu 2012 | 704       | 7-04        |
| 101          | 5         | Fat But and Pancake Head | Velkej zadek, dutá hlava     | Trey Parker | Trey Parker | 16. dubna 2003     | 29. listopadu 2012 | 705       | 7-05        |
| 102          | 6         | Lil' Crime Stoppers      | Malí bojovníci proti zločinu | Trey Parker | Trey Parker | 23. dubna 2003     | 30. listopadu 2012 | 706       | 7-06        |
| 103          | 7         | Red Man's Greed          | Rudochova hamižnost          | Trey Parker | Trey Parker | 30. dubna 2003     | 3. prosince 2012   | 707       | 7-07        |
| 104          | 8         | South Park Is Gay!       | South Park je teplej         | Trey Parker | Trey Parker | 22. října 2003     | 4. prosince 2012   | 708       | 7-08        |
| 105          | 9         | Christian Rock Hard      | Křesťanský rock              | Trey Parker | Trey Parker | 29. října 2003     | 5. prosince 2012   | 709       | 7-09        |
| 106          | 10        | Grey Dawn                | Šedivý úsvit                 | Trey Parker | Trey Parker | 5. listopadu 2003  | 6. prosince 2012   | 710       | 7-10        |
| 107          | 11        | Casa Bonita              | Casa Bonita                  | Trey Parker | Trey Parker | 12. listopadu 2003 | 7. prosince 2012   | 711       | 7-11        |
| 108          | 12        | All About Mormons        | Všechno o mormonech          | Trey Parker | Trey Parker | 19. listopadu 2003 | 10. prosince 2012  | 712       | 7-12        |
| 109          | 13        | Butt Out                 | Típni to                     | Trey Parker | Trey Parker | 3. prosince 2003   | 11. prosince 2012  | 713       | 7-13        |
| 110          | 14        | Raisins                  | Hrozinky                     | Trey Parker | Trey Parker | 10. prosince 2003  | 12. prosince 2012  | 714       | 7-14        |
| 111          | 15        | It's Christmas in Canada | Vánoce v Kanadě              | Trey Parker | Trey Parker | 17. prosince 2003  | 13. prosince 2012  | 715       | 7-15        |

### Osmá řada (2004)
| Č. v seriálu | Č. v řadě | Původní název                      | Český název                          | Režie       | Scénář      | Premiéra v USA     | Premiéra v ČR     | Prod. kód | Pořadí v ČR |
| ------------ | --------- | ---------------------------------- | ------------------------------------ | ----------- | ----------- | ------------------ | ----------------- | --------- | ----------- |
| 112          | 1         | Good Times with Weapons            | Malí nindžové                        | Trey Parker | Trey Parker | 17. března 2004    | 14. prosince 2012 | 801       | 8-01        |
| 113          | 2         | Up the Down Steroid                | Vzhůru se steroidy                   | Trey Parker | Trey Parker | 24. března 2004    | 17. prosince 2012 | 803       | 8-03        |
| 114          | 3         | The Passion of the Jew             | Umučení Žida                         | Trey Parker | Trey Parker | 31. března 2004    | 18. prosince 2012 | 804       | 8-04        |
| 115          | 4         | You Got F'd in the A               | Nakládačka                           | Trey Parker | Trey Parker | 7. dubna 2004      | 19. prosince 2012 | 805       | 8-05        |
| 116          | 5         | AWESOM-O                           | Robo-kamarád                         | Trey Parker | Trey Parker | 14. dubna 2004     | 20. prosince 2012 | 802       | 8-02        |
| 117          | 6         | The Jeffersons                     | Jeffersonovi                         | Trey Parker | Trey Parker | 21. dubna 2004     | 21. prosince 2012 | 807       | 8-07        |
| 118          | 7         | Goobacks                           | Invaze z budoucnosti                 | Trey Parker | Trey Parker | 28. dubna 2004     | 24. prosince 2012 | 806       | 8-06        |
| 119          | 8         | Douche and Turd                    | Vyplachovač a výkal                  | Trey Parker | Trey Parker | 27. října 2004     | 25. prosince 2012 | 808       | 8-08        |
| 120          | 9         | Something Wall-Mart This Way Comes | Supermarket                          | Trey Parker | Trey Parker | 3. listopadu 2004  | 26. prosince 2012 | 809       | 8-09        |
| 121          | 10        | Pre-School                         | Stíny minulosti                      | Trey Parker | Trey Parker | 10. listopadu 2004 | 27. prosince 2012 | 810       | 8-10        |
| 122          | 11        | Quest for Ratings                  | Školní zprávy                        | Trey Parker | Trey Parker | 17. listopadu 2004 | 28. prosince 2012 | 811       | 8-11        |
| 123          | 12        | Stupid Spoiled Whore Video Playset | Videokomplet blbé a rozmazlené kurvy | Trey Parker | Trey Parker | 1. prosince 2004   | 1. ledna 2013     | 812       | 8-12        |
| 124          | 13        | Cartman's Incredible Gift          | Cartmanův neuvěřitelný dar           | Trey Parker | Trey Parker | 8. prosince 2004   | 2. ledna 2013     | 813       | 8-13        |
| 125          | 14        | Woodland Critter Christmas         | Vánoce woodlandských zvířátek        | Trey Parker | Trey Parker | 15. prosince 2004  | 3. ledna 2013     | 814       | 8-14        |

### Devátá řada (2005)
| Č. v seriálu | Č. v řadě | Původní název                          | Český název                         | Režie       | Scénář      | Premiéra v USA     | Premiéra v ČR  | Prod. kód | Pořadí v ČR |
| ------------ | --------- | -------------------------------------- | ----------------------------------- | ----------- | ----------- | ------------------ | -------------- | --------- | ----------- |
| 126          | 1         | Mr. Garrison's Fancy New Vagina        | Nádherná nová vagína pana Garrisona | Trey Parker | Trey Parker | 9. března 2005     | 3. ledna 2013  | 901       | 9-01        |
| 127          | 2         | Die Hippie, Die                        | Chcípni, hipíku, chcípni            | Trey Parker | Trey Parker | 16. března 2005    | 4. ledna 2013  | 902       | 9-02        |
| 128          | 3         | Wing                                   | Wing                                | Trey Parker | Trey Parker | 23. března 2005    | 7. ledna 2013  | 903       | 9-03        |
| 129          | 4         | Best Friends Forever                   | Navěky nejlepší přátelé             | Trey Parker | Trey Parker | 30. března 2005    | 8. ledna 2013  | 904       | 9-04        |
| 130          | 5         | The Losing Edge                        | Ztracená hra                        | Trey Parker | Trey Parker | 6. dubna 2005      | 9. ledna 2013  | 905       | 9-05        |
| 131          | 6         | The Death of Eric Cartman              | Cartmanův život po životě           | Trey Parker | Trey Parker | 13. dubna 2005     | 10. ledna 2013 | 906       | 9-06        |
| 132          | 7         | Erection Day                           | Nežádoucí erekce                    | Trey Parker | Trey Parker | 20. dubna 2005     | 11. ledna 2013 | 907       | 9-07        |
| 133          | 8         | Two Days Before the Day After Tomorrow | Dva dny před pozítřkem              | Trey Parker | Trey Parker | 19. října 2005     | 14. ledna 2013 | 908       | 9-08        |
| 134          | 9         | Marjorine                              | Marjorine                           | Trey Parker | Trey Parker | 26. října 2005     | 15. ledna 2013 | 909       | 9-09        |
| 135          | 10        | Follow That Egg!                       | Dohlížej na vejce                   | Trey Parker | Trey Parker | 2. listopadu 2005  | 16. ledna 2013 | 910       | 9-10        |
| 136          | 11        | Ginger Kids                            | Zrzci                               | Trey Parker | Trey Parker | 9. listopadu 2005  | 17. ledna 2013 | 911       | 9-11        |
| 137          | 12        | Trapped in the Closet                  | Uvězněný v komoře                   | Trey Parker | Trey Parker | 16. listopadu 2005 | 18. ledna 2013 | 912       | 9-12        |
| 138          | 13        | Free Willzyx                           | Zachraňte velrybu                   | Trey Parker | Trey Parker | 30. listopadu 2005 | 21. ledna 2013 | 913       | 9-13        |
| 139          | 14        | Bloody Mary                            | Krvavá Marie                        | Trey Parker | Trey Parker | 7. prosince 2005   | 22. ledna 2013 | 914       | 9-14        |

### Desátá řada (2006)
| Č. v seriálu | Č. v řadě | Původní název               | Český název                      | Režie       | Scénář      | Premiéra v USA     | Premiéra v ČR  | Prod. kód | Pořadí v ČR |
| ------------ | --------- | --------------------------- | -------------------------------- | ----------- | ----------- | ------------------ | -------------- | --------- | ----------- |
| 140          | 1         | The Return of Chef          | Šéfův návrat                     | Trey Parker | Trey Parker | 22. března 2006    | 23. ledna 2013 | 1001      | 10-01       |
| 141          | 2         | Smug Alert!                 | Nebezpečí snobu                  | Trey Parker | Trey Parker | 29. března 2006    | 24. ledna 2013 | 1002      | 10-02       |
| 142          | 3         | Cartoon Wars (Part I)       | Boje o kreslený seriál (1. část) | Trey Parker | Trey Parker | 5. dubna 2006      | 25. ledna 2013 | 1003      | 10-03       |
| 143          | 4         | Cartoon Wars (Part II)      | Boje o kreslený seriál (2. část) | Trey Parker | Trey Parker | 12. dubna 2006     | 26. ledna 2013 | 1004      | 10-04       |
| 144          | 5         | A Million Little Fibers     | Milion vlákének                  | Trey Parker | Trey Parker | 19. dubna 2006     | 29. ledna 2013 | 1005      | 10-05       |
| 145          | 6         | ManBearPig                  | Pračlověd                        | Trey Parker | Trey Parker | 26. dubna 2006     | 30. ledna 2013 | 1006      | 10-06       |
| 146          | 7         | Tsst                        | Kuš                              | Trey Parker | Trey Parker | 3. května 2006     | 31. ledna 2013 | 1007      | 10-07       |
| 147          | 8         | Make Love, Not Warcraft     | Věnuj se lásce, ne Warcraftu     | Trey Parker | Trey Parker | 4. října 2006      | 1. února 2013  | 1008      | 10-08       |
| 148          | 9         | Mystery of the Urinal Deuce | Záhada hovna v mušli             | Trey Parker | Trey Parker | 11. října 2006     | 2. února 2013  | 1009      | 10-09       |
| 149          | 10        | Miss Teacher Bangs a Boy    | Učitelka píchá kluka             | Trey Parker | Trey Parker | 18. října 2006     | 4. února 2013  | 1010      | 10-10       |
| 150          | 11        | Hell on Earth 2006          | Peklo na zemi 2006               | Trey Parker | Trey Parker | 25. října 2006     | 6. února 2013  | 1011      | 10-11       |
| 151          | 12        | Go God Go                   | Běž Bože běž (1. část)           | Trey Parker | Trey Parker | 1. listopadu 2006  | 7. února 2013  | 1012      | 10-12       |
| 152          | 13        | Go God Go XII               | Běž Bože běž (2. část)           | Trey Parker | Trey Parker | 8. listopadu 2006  | 7. února 2013  | 1013      | 10-13       |
| 153          | 14        | Stanley's Cup               | Stanleyho pohár                  | Trey Parker | Trey Parker | 15. listopadu 2006 | 8. února 2013  | 1014      | 10-14       |

### Jedenáctá řada (2007)
| Č. v seriálu | Č. v řadě | Původní název                                            | Český název                 | Režie       | Scénář      | Premiéra v USA     | Premiéra v ČR   | Prod. kód | Pořadí v ČR |
| ------------ | --------- | -------------------------------------------------------- | --------------------------- | ----------- | ----------- | ------------------ | --------------- | --------- | ----------- |
| 154          | 1         | With Apologies to Jesse Jackson                          | Omluva Jessemu Jacksonovi   | Trey Parker | Trey Parker | 7. března 2007     | 8. února 2013   | 1101      | 11-01       |
| 155          | 2         | Cartman Sucks                                            | Cartman kouří               | Trey Parker | Trey Parker | 14. března 2007    | 11. února 2013  | 1102      | 11-02       |
| 156          | 3         | Lice Capades                                             | Vší eskapády                | Trey Parker | Trey Parker | 21. března 2007    | 12. února 2013  | 1103      | 11-03       |
| 157          | 4         | The Snuke                                                | Kubomba                     | Trey Parker | Trey Parker | 28. března 2007    | 13. února 2013  | 1104      | 11-04       |
| 158          | 5         | Fantastic Easter Special                                 | Šifra velikonočního králíka | Trey Parker | Trey Parker | 4. dubna 2007      | 14. února 2013  | 1105      | 11-05       |
| 159          | 6         | D-Yikes!                                                 | Les-bos                     | Trey Parker | Trey Parker | 11. dubna 2007     | 16. února 2013  | 1106      | 11-06       |
| 160          | 7         | Night of the Living Homeless                             | Noc oživlých houmlesů       | Trey Parker | Trey Parker | 18. dubna 2007     | 18. února 2013  | 1107      | 11-07       |
| 161          | 8         | Le Petit Tourette                                        | Malý Tourette               | Trey Parker | Trey Parker | 3. října 2007      | 19. února 2013  | 1108      | 11-08       |
| 162          | 9         | More Crap                                                | Není hovno jako hovno       | Trey Parker | Trey Parker | 10. října 2007     | 20. února 2013  | 1109      | 11-09       |
| 163          | 10        | Imaginationland (Episode I: Kyle Sucks Cartman's Balls)  | Říše fantazie (1. část)     | Trey Parker | Trey Parker | 17. října 2007     | 21. února 2013  | 1110      | 11-10       |
| 164          | 11        | Imaginationland (Episode II: The Drying of the Balls)    | Říše fantazie (2. část)     | Trey Parker | Trey Parker | 24. října 2007     | 22. února 2013  | 1111      | 11-11       |
| 165          | 12        | Imaginationland (Episode III: Moistening of the Scrotum) | Říše fantazie (3. část)     | Trey Parker | Trey Parker | 31. října 2007     | 25. února 2013  | 1112      | 11-12       |
| 166          | 13        | Guitar Queer-O                                           | Kytarová buzika             | Trey Parker | Trey Parker | 7. listopadu 2007  | 26. února 2013  | 1113      | 11-13       |
| 167          | 14        | The List                                                 | Seznam                      | Trey Parker | Trey Parker | 14. listopadu 2007 | 27. února 2013  | 1114      | 11-14       |
| Speciální    | Speciální | Imaginationland: The Director's Cut                      | nebylo vysíláno             | Trey Parker | Trey Parker | 11. března 2008    | nebylo vysíláno |           |             |

### Dvanáctá řada (2008)
| Č. v seriálu | Č. v řadě | Původní název             | Český název                      | Režie       | Scénář      | Premiéra v USA     | Premiéra v ČR   | Prod. kód | Pořadí v ČR |
| ------------ | --------- | ------------------------- | -------------------------------- | ----------- | ----------- | ------------------ | --------------- | --------- | ----------- |
| 168          | 1         | Tonsil Trouble            | Problém s mandlemi               | Trey Parker | Trey Parker | 12. března 2008    | 28. února 2013  | 1201      | 12-01       |
| 169          | 2         | Britney's New Look        | Hon na Britney                   | Trey Parker | Trey Parker | 19. března 2008    | 1. března 2013  | 1202      | 12-02       |
| 170          | 3         | Major Boobage             | Kozy jako vozy                   | Trey Parker | Trey Parker | 26. března 2008    | 2. března 2013  | 1203      | 12-03       |
| 171          | 4         | Canada on Strike          | Kanada ve stávce                 | Trey Parker | Trey Parker | 2. dubna 2008      | 5. března 2013  | 1204      | 12-04       |
| 172          | 5         | Eek, a Penis!             | Honba za penisem                 | Trey Parker | Trey Parker | 9. dubna 2008      | 6. března 2013  | 1205      | 12-05       |
| 173          | 6         | Over Logging              | Kolaps sítě                      | Trey Parker | Trey Parker | 16. dubna 2008     | 8. března 2013  | 1206      | 12-06       |
| 174          | 7         | Super Fun Time            | Super švanda                     | Trey Parker | Trey Parker | 23. dubna 2008     | 9. března 2013  | 1207      | 12-07       |
| 175          | 8         | The China Probrem         | Čínský ploblém                   | Trey Parker | Trey Parker | 8. října 2008      | 10. března 2013 | 1208      | 12-08       |
| 176          | 9         | Breast Cancer Show Ever   | Věčný souboj kvůli rakovině prsu | Trey Parker | Trey Parker | 15. října 2008     | 12. března 2013 | 1209      | 12-09       |
| 177          | 10        | Pandemic                  | Pandemie (1. část)               | Trey Parker | Trey Parker | 22. října 2008     | 13. března 2013 | 1210      | 12-10       |
| 178          | 11        | Pandemic 2: The Startling | Pandemie 2: Zděšení (2. část)    | Trey Parker | Trey Parker | 29. října 2008     | 14. března 2013 | 1211      | 12-11       |
| 179          | 12        | About Last Night...       | O včerejší noci…                 | Trey Parker | Trey Parker | 5. listopadu 2008  | 15. března 2013 | 1212      | 12-12       |
| 180          | 13        | Elementary School Musical | Muzikál ze základky              | Trey Parker | Trey Parker | 12. listopadu 2008 | 18. března 2013 | 1213      | 12-13       |
| 181          | 14        | The Ungroundable          | Neuvěznitelný                    | Trey Parker | Trey Parker | 19. listopadu 2008 | 19. března 2013 | 1214      | 12-14       |

### Třináctá řada (2009)
| Č. v seriálu | Č. v řadě | Původní název         | Český název             | Režie       | Scénář      | Premiéra v USA     | Premiéra v ČR   | Prod. kód | Pořadí v ČR |
| ------------ | --------- | --------------------- | ----------------------- | ----------- | ----------- | ------------------ | --------------- | --------- | ----------- |
| 182          | 1         | The Ring              | Prsten cudnosti         | Trey Parker | Trey Parker | 11. března 2009    | 20. března 2013 | 1301      | 13-01       |
| 183          | 2         | The Coon              | Mýval a Mysterion       | Trey Parker | Trey Parker | 18. března 2009    | 21. března 2013 | 1302      | 13-02       |
| 184          | 3         | Margaritaville        | Margariťák              | Trey Parker | Trey Parker | 25. března 2009    | 25. března 2013 | 1303      | 13-03       |
| 185          | 4         | Eat, Pray, Queef      | Jídlo, víra, píčiprd    | Trey Parker | Trey Parker | 1. dubna 2009      | 26. března 2013 | 1304      | 13-04       |
| 186          | 5         | Fishsticks            | Rybí koule              | Trey Parker | Trey Parker | 8. dubna 2009      | 27. března 2013 | 1305      | 13-05       |
| 187          | 6         | Pinewood Derby        | Dřevěná autíčka         | Trey Parker | Trey Parker | 15. dubna 2009     | 28. března 2013 | 1306      | 13-06       |
| 188          | 7         | Fatbeard              | Sádlovous               | Trey Parker | Trey Parker | 22. dubna 2009     | 29. března 2013 | 1307      | 13-07       |
| 189          | 8         | Dead Celebrities      | Mrtvé celebrity         | Trey Parker | Trey Parker | 7. října 2009      | 1. dubna 2013   | 1308      | 13-08       |
| 190          | 9         | Butters' Bottom Bitch | Buttersova hlavní kurva | Trey Parker | Trey Parker | 14. října 2009     | 2. dubna 2013   | 1309      | 13-09       |
| 191          | 10        | W.T.F.                | Finále wrestlingu       | Trey Parker | Trey Parker | 21. října 2009     | 3. dubna 2013   | 1310      | 13-10       |
| 192          | 11        | Whale Whores          | Ty kurvy velryby        | Trey Parker | Trey Parker | 28. října 2009     | 4. dubna 2013   | 1311      | 13-11       |
| 193          | 12        | The F Word            | Slovo na B              | Trey Parker | Trey Parker | 4. listopadu 2009  | 5. dubna 2013   | 1312      | 13-12       |
| 194          | 13        | Dances with Smurfs    | Tanec se Šmouly         | Trey Parker | Trey Parker | 11. listopadu 2009 | 8. dubna 2013   | 1313      | 13-13       |
| 195          | 14        | Pee                   | Moč                     | Trey Parker | Trey Parker | 18. listopadu 2009 | 9. dubna 2013   | 1314      | 13-14       |

### Čtrnáctá řada (2010)
| Č. v seriálu | Č. v řadě | Původní název                     | Český název                                   | Režie       | Scénář      | Premiéra v USA     | Premiéra v ČR   | Prod. kód | Pořadí v ČR     |
| ------------ | --------- | --------------------------------- | --------------------------------------------- | ----------- | ----------- | ------------------ | --------------- | --------- | --------------- |
| 196          | 1         | Sexual Healing                    | Léčba sexuální závislosti                     | Trey Parker | Trey Parker | 17. března 2010    | 10. dubna 2013  | 1401      | 14-01           |
| 197          | 2         | The Tale of Scrotie McBoogerballs | Příběh Šourka Kundibála                       | Trey Parker | Trey Parker | 24. března 2010    | 11. dubna 2013  | 1402      | 14-02           |
| 198          | 3         | Medicinal Fried Chicken           | Léčivé smažené kuře                           | Trey Parker | Trey Parker | 31. března 2010    | 12. dubna 2013  | 1403      | 14-03           |
| 199          | 4         | You Have 0 Friends                | Máš 0 přátel                                  | Trey Parker | Trey Parker | 7. dubna 2010      | 15. dubna 2013  | 1404      | 14-04           |
| 200          | 5         | 200                               | nebylo vysíláno (1. část)                     | Trey Parker | Trey Parker | 14. dubna 2010     | nebylo vysíláno | 1405      | nebylo vysíláno |
| 201          | 6         | 201                               | nebylo vysíláno (2. část)                     | Trey Parker | Trey Parker | 21. dubna 2010     | nebylo vysíláno | 1406      | nebylo vysíláno |
| 202          | 7         | Crippled Summer                   | Zmrzačený léto                                | Trey Parker | Trey Parker | 28. dubna 2010     | 16. dubna 2013  | 1407      | 14-05           |
| 203          | 8         | Poor and Stupid                   | Chudej a blbej                                | Trey Parker | Trey Parker | 6. října 2010      | 19. dubna 2013  | 1408      | 14-06           |
| 204          | 9         | It's a Jersey Thing               | Tak to chodí v Jersey                         | Trey Parker | Trey Parker | 13. října 2010     | 22. dubna 2013  | 1409      | 14-07           |
| 205          | 10        | Insheeption                       | Hromadění                                     | Trey Parker | Trey Parker | 20. října 2010     | 23. dubna 2013  | 1410      | 14-08           |
| 206          | 11        | Coon 2: Hindsight                 | Mýval 2: Kapitán Bystrozrak povstal (1. část) | Trey Parker | Trey Parker | 27. října 2010     | 24. dubna 2013  | 1411      | 14-09           |
| 207          | 12        | Mysterion Rises                   | Mysterion povstal (2. část)                   | Trey Parker | Trey Parker | 3. listopadu 2010  | 25. dubna 2013  | 1412      | 14-10           |
| 208          | 13        | Coon vs. Coon and Friends         | Mýval vs. Mýval a spol. (3. část)             | Trey Parker | Trey Parker | 10. listopadu 2010 | 25. dubna 2013  | 1413      | 14-11           |
| 209          | 14        | Crème Fraiche                     | Crème Fraiche                                 | Trey Parker | Trey Parker | 17. listopadu 2010 | 26. dubna 2013  | 1414      | 14-12           |

### Patnáctá řada (2011)
| Č. v seriálu | Č. v řadě | Původní název                   | Český název                                   | Režie       | Scénář      | Premiéra v USA     | Premiéra v ČR   | Prod. kód | Pořadí v ČR |
| ------------ | --------- | ------------------------------- | --------------------------------------------- | ----------- | ----------- | ------------------ | --------------- | --------- | ----------- |
| 210          | 1         | HumancentiPad                   | iPadnožka                                     | Trey Parker | Trey Parker | 27. dubna 2011     | 26. dubna 2013  | 1501      | 15-01       |
| 211          | 2         | Funnybot                        | Funnybot                                      | Trey Parker | Trey Parker | 4. května 2011     | 29. dubna 2013  | 1502      | 15-02       |
| 212          | 3         | Royal Pudding                   | Královský puding                              | Trey Parker | Trey Parker | 11. května 2011    | 30. dubna 2013  | 1503      | 15-03       |
| 213          | 4         | T.M.I.                          | Na velikosti záleží                           | Trey Parker | Trey Parker | 18. května 2011    | 1. května 2013  | 1504      | 15-04       |
| 214          | 5         | Crack Baby Athletic Association | Sportovní asociace pro děti závislé na cracku | Trey Parker | Trey Parker | 25. května 2011    | 2. května 2013  | 1505      | 15-05       |
| 215          | 6         | City Sushi                      | Městské sushi                                 | Trey Parker | Trey Parker | 1. června 2011     | 3. května 2013  | 1506      | 15-06       |
| 216          | 7         | You're Getting Old              | Stárneš (1. část)                             | Trey Parker | Trey Parker | 8. června 2011     | 6. května 2013  | 1507      | 15-07       |
| 217          | 8         | Ass Burgers                     | Assburgery (2. část)                          | Trey Parker | Trey Parker | 5. října 2011      | 7. května 2013  | 1508      | 15-08       |
| 218          | 9         | The Last of the Meheecans       | Poslední Mechikán                             | Trey Parker | Trey Parker | 12. října 2011     | 8. května 2013  | 1509      | 15-09       |
| 219          | 10        | Bass to Mouth                   | Odposlech                                     | Trey Parker | Trey Parker | 19. října 2011     | 9. května 2013  | 1510      | 15-10       |
| 220          | 11        | Broadway Bro Down               | Broadwayské bratrování                        | Trey Parker | Trey Parker | 26. října 2011     | 10. května 2013 | 1511      | 15-11       |
| 221          | 12        | 1%                              | Jedno procento                                | Trey Parker | Trey Parker | 2. listopadu 2011  | 13. května 2013 | 1512      | 15-12       |
| 222          | 13        | A History Channel Thanksgiving  | Díkuvzdání na historickém kanálu              | Trey Parker | Trey Parker | 9. listopadu 2011  | 14. května 2013 | 1513      | 15-13       |
| 223          | 14        | The Poor Kid                    | Chudé dítě                                    | Trey Parker | Trey Parker | 16. listopadu 2011 | 15. května 2013 | 1514      | 15-14       |

### Šestnáctá řada (2012)
Poslední řada, kterou vysílala Nova Action.
| Č. v seriálu | Č. v řadě | Původní název                      | Český název                     | Režie       | Scénář      | Premiéra v USA    | Premiéra v ČR   | Prod. kód | Pořadí v ČR |
| ------------ | --------- | ---------------------------------- | ------------------------------- | ----------- | ----------- | ----------------- | --------------- | --------- | ----------- |
| 224          | 1         | Reverse Cowgirl                    | Obrácený sed                    | Trey Parker | Trey Parker | 14. března 2012   | 16. května 2013 | 1601      | 16-01       |
| 225          | 2         | Cash for Gold                      | Prachy za zlato                 | Trey Parker | Trey Parker | 21. března 2012   | 17. května 2013 | 1602      | 16-02       |
| 226          | 3         | Faith Hilling                      | Faith Hilling                   | Trey Parker | Trey Parker | 28. března 2012   | 20. května 2013 | 1603      | 16-03       |
| 227          | 4         | Jewpacabra                         | Židopakabra                     | Trey Parker | Trey Parker | 4. dubna 2012     | 21. května 2013 | 1604      | 16-04       |
| 228          | 5         | Butterballs                        | Butters má koule                | Trey Parker | Trey Parker | 11. dubna 2012    | 22. května 2013 | 1605      | 16-05       |
| 229          | 6         | I Should Have Never Gone Ziplining | Nikdy jsem neměl jít ziplinovat | Trey Parker | Trey Parker | 18. dubna 2012    | 23. května 2013 | 1606      | 16-06       |
| 230          | 7         | Cartman Finds Love                 | Cartman nachází lásku           | Trey Parker | Trey Parker | 25. dubna 2012    | 24. května 2013 | 1607      | 16-07       |
| 231          | 8         | Sarcastaball                       | Sarkastabal                     | Trey Parker | Trey Parker | 26. září 2012     | 27. května 2013 | 1608      | 16-08       |
| 232          | 9         | Raising the Bar                    | Zvyšování laťky                 | Trey Parker | Trey Parker | 3. října 2012     | 28. května 2013 | 1609      | 16-09       |
| 233          | 10        | Insecurity                         | Vnitřní bezpečnost              | Trey Parker | Trey Parker | 10. října 2012    | 29. května 2013 | 1610      | 16-10       |
| 234          | 11        | Going Native                       | Stát se místním                 | Trey Parker | Trey Parker | 17. října 2012    | 30. května 2013 | 1611      | 16-11       |
| 235          | 12        | A Nightmare on FaceTime            | Noční můra z FaceTimu           | Trey Parker | Trey Parker | 24. října 2012    | 31. května 2013 | 1612      | 16-12       |
| 236          | 13        | A Scause for Applause              | Pro věci                        | Trey Parker | Trey Parker | 31. října 2012    | 3. června 2013  | 1613      | 16-13       |
| 237          | 14        | Obama Wins!                        | Obama vítězí                    | Trey Parker | Trey Parker | 7. listopadu 2012 | 4. června 2013  | 1614      | 16-14       |

### Sedmnáctá řada (2013)
| Č. v seriálu | Č. v řadě | Původní název                   | Český název                 | Režie       | Scénář      | Premiéra v USA     | Premiéra v ČR     | Prod. kód | Pořadí v ČR |
| ------------ | --------- | ------------------------------- | --------------------------- | ----------- | ----------- | ------------------ | ----------------- | --------- | ----------- |
| 238          | 1         | Let Go, Let Gov                 | Ať žije vláda               | Trey Parker | Trey Parker | 25. září 2013      | 14. června 2016   | 1701      | 18-01       |
| 239          | 2         | Informative Murder Porn         | Poučné vražedné porno       | Trey Parker | Trey Parker | 2. října 2013      | 21. června 2016   | 1702      | 18-02       |
| 240          | 3         | World War Zimmerman             | Světová válka Z             | Trey Parker | Trey Parker | 9. října 2013      | 28. června 2016   | 1703      | 18-03       |
| 241          | 4         | Goth Kids 3: Dawn of the Posers | Gotikové: Úsvit pozérů      | Trey Parker | Trey Parker | 23. října 2013     | 12. července 2016 | 1704      | 18-04       |
| 242          | 5         | Taming Strange                  | Krocení číči                | Trey Parker | Trey Parker | 30. října 2013     | 19. července 2016 | 1705      | 18-05       |
| 243          | 6         | Ginger Cow                      | Zrzavá kráva                | Trey Parker | Trey Parker | 6. listopadu 2013  | 26. července 2016 | 1706      | 18-06       |
| 244          | 7         | Black Friday                    | Černý pátek (1. část)       | Trey Parker | Trey Parker | 13. listopadu 2013 | 2. srpna 2016     | 1707      | 18-07       |
| 245          | 8         | A Song of Ass and Fire          | Píseň řiti a ohně (2. část) | Trey Parker | Trey Parker | 20. listopadu 2013 | 9. srpna 2016     | 1708      | 18-08       |
| 246          | 9         | Titties and Dragons             | Kozy a draci (3. část)      | Trey Parker | Trey Parker | 4. prosince 2013   | 16. srpna 2016    | 1709      | 18-09       |
| 247          | 10        | The Hobbit                      | Hobit                       | Trey Parker | Trey Parker | 11. prosince 2013  | 23. srpna 2016    | 1710      | 18-10       |

### Osmnáctá řada (2014)
| Č. v seriálu | Č. v řadě | Původní název       | Český název                     | Režie       | Scénář      | Premiéra v USA     | Premiéra v ČR | Prod. kód | Pořadí v ČR |
| ------------ | --------- | ------------------- | ------------------------------- | ----------- | ----------- | ------------------ | ------------- | --------- | ----------- |
| 248          | 1         | Go Fund Yourself    | Zafinancuj se sám (1. část)     | Trey Parker | Trey Parker | 24. září 2014      | 11. září 2016 | 1801      | 19-01       |
| 249          | 2         | Gluten Free Ebola   | Bezlepková ebola (2. část)      | Trey Parker | Trey Parker | 1. října 2014      | 11. září 2016 | 1802      | 19-02       |
| 250          | 3         | The Cissy           | Ciska (3. část)                 | Trey Parker | Trey Parker | 8. října 2014      | 11. září 2016 | 1803      | 19-03       |
| 251          | 4         | Handicar            | Handicar (4. část)              | Trey Parker | Trey Parker | 15. října 2014     | 11. září 2016 | 1804      | 19-04       |
| 252          | 5         | The Magic Bush      | Hustý zázračný křoví (5. část)  | Trey Parker | Trey Parker | 29. října 2014     | 11. září 2016 | 1805      | 19-05       |
| 253          | 6         | Freemium Isn’t Free | Zdarmium není zadarmo (6. část) | Trey Parker | Trey Parker | 5. listopadu 2014  | 12. září 2016 | 1806      | 19-06       |
| 254          | 7         | Grounded Vindaloop  | Indická zpětná smyčka (7. část) | Trey Parker | Trey Parker | 12. listopadu 2014 | 12. září 2016 | 1807      | 19-07       |
| 255          | 8         | Cock Magic          | Kohoutí zápasy (8. část)        | Trey Parker | Trey Parker | 19. listopadu 2014 | 12. září 2016 | 1808      | 19-08       |
| 256          | 9         | #REHASH             | Furt dokola (9. část)           | Trey Parker | Trey Parker | 3. prosince 2014   | 12. září 2016 | 1809      | 19-09       |
| 257          | 10        | #HappyHolograms     | Šťastné hologramy (10. část)    | Trey Parker | Trey Parker | 10. prosince 2014  | 12. září 2016 | 1810      | 19-10       |

### Devatenáctá řada (2015)
Od této řady se South Park vysílal pouze na česká verze Paramount Network.
| Č. v seriálu | Č. v řadě | Původní název              | Český název                                 | Režie       | Scénář      | Premiéra v USA     | Premiéra v ČR   | Prod. kód | Pořadí v ČR |
| ------------ | --------- | -------------------------- | ------------------------------------------- | ----------- | ----------- | ------------------ | --------------- | --------- | ----------- |
| 258          | 1         | Stunning and Brave         | Úžasná a statečná (1. část)                 | Trey Parker | Trey Parker | 16. září 2015      | 5. dubna 2016   | 1901      | 17-01       |
| 259          | 2         | Where My Country Gone?     | Kde domov můj? (2. část)                    | Trey Parker | Trey Parker | 23. září 2015      | 12. dubna 2016  | 1902      | 17-02       |
| 260          | 3         | The City Part of Town      | SoDoSoPa (3. část)                          | Trey Parker | Trey Parker | 30. září 2015      | 19. dubna 2016  | 1903      | 17-03       |
| 261          | 4         | You’re Not Yelping         | Kritik restaurací (4. část)                 | Trey Parker | Trey Parker | 14. října 2015     | 26. dubna 2016  | 1904      | 17-04       |
| 262          | 5         | Safe Space                 | Bezpečná zóna (5. část)                     | Trey Parker | Trey Parker | 21. října 2015     | 3. května 2016  | 1905      | 17-05       |
| 263          | 6         | Tweek X Craig              | Tweek a Craig (6. část)                     | Trey Parker | Trey Parker | 28. října 2015     | 10. května 2016 | 1906      | 17-06       |
| 264          | 7         | Naughty Ninjas             | Darebáci nindžové (7. část)                 | Trey Parker | Trey Parker | 11. listopadu 2015 | 17. května 2016 | 1907      | 17-07       |
| 265          | 8         | Sponsored Content          | Sponzorovaný obsah (8. část)                | Trey Parker | Trey Parker | 18. listopadu 2015 | 24. května 2016 | 1908      | 17-08       |
| 266          | 9         | Truth and Advertising      | Pravda a reklama (9. část)                  | Trey Parker | Trey Parker | 2. prosince 2015   | 31. května 2016 | 1909      | 17-09       |
| 267          | 10        | PC Principal Final Justice | Spravedlnost korektního ředitele (10. část) | Trey Parker | Trey Parker | 9. prosince 2015   | 7. června 2016  | 1910      | 17-10       |

### Dvacátá řada (2016)
| Č. v seriálu | Č. v řadě | Původní název                          | Český název                                               | Režie       | Scénář      | Premiéra v USA     | Premiéra v ČR      | Prod. kód | Pořadí v ČR |
| ------------ | --------- | -------------------------------------- | --------------------------------------------------------- | ----------- | ----------- | ------------------ | ------------------ | --------- | ----------- |
| 268          | 1         | Member Berries                         | Plody začlenění (11. část)                                | Trey Parker | Trey Parker | 14. září 2016      | 20. září 2016      | 2001      | 20-01       |
| 269          | 2         | Skank Hunt                             | Lovec cour (12. část)                                     | Trey Parker | Trey Parker | 21. září 2016      | 27. září 2016      | 2002      | 20-02       |
| 270          | 3         | The Damned                             | Zatracenec (13. část)                                     | Trey Parker | Trey Parker | 28. září 2016      | 4. října 2016      | 2003      | 20-03       |
| 271          | 4         | Wieners Out                            | Péra ven (14. část)                                       | Trey Parker | Trey Parker | 12. října 2016     | 18. října 2016     | 2004      | 20-04       |
| 272          | 5         | Douche and a Danish                    | Velký blb a Dánové (15. část)                             | Trey Parker | Trey Parker | 19. října 2016     | 25. října 2016     | 2005      | 20-05       |
| 273          | 6         | Fort Collins                           | Fort Collins (16. část)                                   | Trey Parker | Trey Parker | 26. října 2016     | 1. listopadu 2016  | 2006      | 20-06       |
| 274          | 7         | Oh, Jeez                               | Ježíši (17. část)                                         | Trey Parker | Trey Parker | 9. listopadu 2016  | 15. listopadu 2016 | 2007      | 20-07       |
| 275          | 8         | Members Only                           | Jen pro zvané (18. část)                                  | Trey Parker | Trey Parker | 16. listopadu 2016 | 6. prosince 2016   | 2008      | 20-08       |
| 276          | 9         | Not Funny                              | To není vtipné (19. část)                                 | Trey Parker | Trey Parker | 30. listopadu 2016 | 13. prosince 2016  | 2009      | 20-09       |
| 277          | 10        | The End of Serialization as We Know It | Konec příběhů na pokračování tak, jak je známe (20. část) | Trey Parker | Trey Parker | 7. prosince 2016   | 20. prosince 2016  | 2010      | 20-10       |

### Dvacátá první řada (2017)
| Č. v seriálu | Č. v řadě | Původní název                  | Český název                            | Režie       | Scénář      | Premiéra v USA     | Premiéra v ČR      | Prod. kód | Pořadí v ČR |
| ------------ | --------- | ------------------------------ | -------------------------------------- | ----------- | ----------- | ------------------ | ------------------ | --------- | ----------- |
| 278          | 1         | White People Renovating Houses | Bílí lidé renovující domovy (21. část) | Trey Parker | Trey Parker | 13. září 2017      | 13. října 2017     | 2101      | 21-01       |
| 279          | 2         | Put It Down                    | Odložte mobily (22. část)              | Trey Parker | Trey Parker | 20. září 2017      | 20. října 2017     | 2102      | 21-02       |
| 280          | 3         | Holiday Special                | Prázdninový speciál                    | Trey Parker | Trey Parker | 27. září 2017      | 27. října 2017     | 2103      | 21-03       |
| 281          | 4         | Franchise Prequel              | Filmová nabídka                        | Trey Parker | Trey Parker | 11. října 2017     | 3. listopadu 2017  | 2104      | 21-04       |
| 282          | 5         | Hummels & Heroin               | Hummels a heroin                       | Trey Parker | Trey Parker | 18. října 2017     | 10. listopadu 2017 | 2105      | 21-05       |
| 283          | 6         | Sons a Witches                 | Synové čarodějů (1. část)              | Trey Parker | Trey Parker | 25. října 2017     | 17. listopadu 2017 | 2106      | 21-06       |
| 284          | 7         | Doubling Down                  | Lež vítězí (2. část)                   | Trey Parker | Trey Parker | 8. listopadu 2017  | 24. listopadu 2017 | 2107      | 21-07       |
| 285          | 8         | Moss Piglets                   | Mechová prasátka (3. část)             | Trey Parker | Trey Parker | 15. listopadu 2017 | 1. prosince 2017   | 2108      | 21-08       |
| 286          | 9         | Super Hard PCness              | Superkorektnost (4. část)              | Trey Parker | Trey Parker | 29. listopadu 2017 | 8. prosince 2017   | 2109      | 21-09       |
| 287          | 10        | Splatty Tomato                 | Rozmačkaný rajče (5. část)             | Trey Parker | Trey Parker | 6. prosince 2017   | 15. prosince 2017  | 2110      | 21-10       |

### Dvacátá druhá řada (2018)
| Č. v seriálu | Č. v řadě | Původní název          | Český název                      | Režie       | Scénář      | Premiéra v USA     | Premiéra v ČR   | Prod. kód | Pořadí v ČR |
| ------------ | --------- | ---------------------- | -------------------------------- | ----------- | ----------- | ------------------ | --------------- | --------- | ----------- |
| 288          | 1         | Dead Kids              | Mrtvé děti (1. část)             | Trey Parker | Trey Parker | 26. září 2018      | 17. února 2019  | 2201      | 22-01       |
| 289          | 2         | A Boy and a Priest     | Chlapec a kněz (2. část)         | Trey Parker | Trey Parker | 3. října 2018      | 17. února 2019  | 2202      | 22-02       |
| 290          | 3         | The Problem with a Poo | Pan Hankey odchází (3. část)     | Trey Parker | Trey Parker | 10. října 2018     | 24. února 2019  | 2203      | 22-03       |
| 291          | 4         | Tegridy Farms          | Farma Tegrida (4. část)          | Trey Parker | Trey Parker | 17. října 2018     | 24. února 2019  | 2204      | 22-04       |
| 292          | 5         | The Scoots             | Koloběžky (5. část)              | Trey Parker | Trey Parker | 31. října 2018     | 3. března 2019  | 2205      | 22-05       |
| 293          | 6         | Time to Get Cereal     | Čas brát to vlážně (6. část)     | Trey Parker | Trey Parker | 7. listopadu 2018  | 3. března 2019  | 2206      | 22-06       |
| 294          | 7         | Nobody Got Cereal?     | Nikdo to nebral vlážně (7. část) | Trey Parker | Trey Parker | 14. listopadu 2018 | 10. března 2019 | 2207      | 22-07       |
| 295          | 8         | Buddha Box             | Buddhova krabice (8. část)       | Trey Parker | Trey Parker | 28. listopadu 2018 | 10. března 2019 | 2208      | 22-08       |
| 296          | 9         | Unfulfilled            | Neuspokojení (9. část)           | Trey Parker | Trey Parker | 5. prosince 2018   | 17. března 2019 | 2209      | 22-09       |
| 297          | 10        | Bike Parade            | Přehlídka kol (10. část)         | Trey Parker | Trey Parker | 12. prosince 2018  | 17. března 2019 | 2210      | 22-10       |

### Dvacátá třetí řada (2019)
| Č. v seriálu | Č. v řadě | Původní název                   | Český název                                   | Režie       | Scénář      | Premiéra v USA     | Premiéra v ČR   | Prod. kód | Pořadí v ČR |
| ------------ | --------- | ------------------------------- | --------------------------------------------- | ----------- | ----------- | ------------------ | --------------- | --------- | ----------- |
| 298          | 1         | Mexican Joker                   | Mexický Joker (11. část)                      | Trey Parker | Trey Parker | 25. září 2019      | 8. března 2020  | 2301      | 23-01       |
| 299          | 2         | Band in China                   | Banda v Číně (12. část)                       | Trey Parker | Trey Parker | 2. října 2019      | 8. března 2020  | 2302      | 23-02       |
| 300          | 3         | Shots!!!                        | Dávky (13. část)                              | Trey Parker | Trey Parker | 9. října 2019      | 15. března 2020 | 2303      | 23-03       |
| 301          | 4         | Let Them Eat Goo                | Ať jedí šlichtu (14. část)                    | Trey Parker | Trey Parker | 16. října 2019     | 15. března 2020 | 2304      | 23-04       |
| 302          | 5         | Tegridy Farms Halloween Special | Halloweenský speciál Farmy Tegrida (15. část) | Trey Parker | Trey Parker | 30. října 2019     | 22. března 2020 | 2305      | 23-05       |
| 303          | 6         | Season Finale                   | Poslední tráva (16. část)                     | Trey Parker | Trey Parker | 6. listopadu 2019  | 22. března 2020 | 2306      | 23-06       |
| 304          | 7         | Board Girls                     | Holky proti klukům                            | Trey Parker | Trey Parker | 13. listopadu 2019 | 29. března 2020 | 2307      | 23-07       |
| 305          | 8         | Turd Burglars                   | Zloději hoven                                 | Trey Parker | Trey Parker | 27. listopadu 2019 | 29. března 2020 | 2308      | 23-08       |
| 306          | 9         | Basic Cable                     | Streamovací služby                            | Trey Parker | Trey Parker | 4. prosince 2019   | 5. dubna 2020   | 2309      | 23-09       |
| 307          | 10        | Christmas Snow                  | Vánoční sníh                                  | Trey Parker | Trey Parker | 11. prosince 2019  | 5. dubna 2020   | 2310      | 23-10       |

### Dvacátá čtvrtá řada (2020–2021)
Série věnující se pandemie covidu-19.
| Č. v seriálu | Č. v řadě | Původní název                   | Český název                  | Režie       | Scénář      | Premiéra v USA     | Premiéra v ČR   | Prod. kód | Pořadí v ČR   |
| ------------ | --------- | ------------------------------- | ---------------------------- | ----------- | ----------- | ------------------ | --------------- | --------- | ------------- |
| 308          | 1         | The Pandemic Special            | Pandemický speciál (1. část) | Trey Parker | Trey Parker | 30. září 2020      | 5. října 2020   | 2401      | 24-01         |
| 309          | 2         | South ParQ Vaccination Special  | Očkovací speciál (2. část)   | Trey Parker | Trey Parker | 10. března 2021    | 15. března 2021 | 2402      | 24-02         |
| 310          | 3         | Post Covid                      | bude oznámeno (3. část)      | Trey Parker | Trey Parker | 25. listopadu 2021 | 2024            | 2403      | bude oznámeno |
| 311          | 4         | Post Covid: The Return of Covid | bude oznámeno (4. část)      | Trey Parker | Trey Parker | 16. prosince 2021  | 2024            | 2404      | bude oznámeno |

### Dvacátá pátá řada (2022)
Vysíláno v původním znění s českými titulky.
| Č. v seriálu | Č. v řadě | Původní název                            | Český název                    | Režie       | Scénář      | Premiéra v USA    | Premiéra v ČR   | Prod. kód | Pořadí v ČR   |
| ------------ | --------- | ---------------------------------------- | ------------------------------ | ----------- | ----------- | ----------------- | --------------- | --------- | ------------- |
| 312          | 1         | Pajama Day                               | Pyžamový den                   | Trey Parker | Trey Parker | 2. února 2022     | 7. února 2022   | 2501      | 25-01         |
| 313          | 2         | The Big Fix                              | Napravení (1. část)            | Trey Parker | Trey Parker | 9. února 2022     | 14. února 2022  | 2502      | 25-02         |
| 314          | 3         | City People                              | Měštáci (2. část)              | Trey Parker | Trey Parker | 16. února 2022    | 21. února 2022  | 2503      | 25-03         |
| 315          | 4         | Back to the Cold War                     | Zpátky do Studené války        | Trey Parker | Trey Parker | 2. března 2022    | 7. března 2022  | 2504      | 25-04         |
| 316          | 5         | Help, My Teenager Hates Me!              | Pomoc, můj teenager mě nesnáší | Trey Parker | Trey Parker | 9. března 2022    | 14. března 2022 | 2505      | 25-05         |
| 317          | 6         | Credigree Weed St. Patrick's Day Special | Speciál Svatého Patrika        | Trey Parker | Trey Parker | 16. března 2022   | 21. března 2022 | 2506      | 25-06         |
| 318          | 7         | The Streaming Wars                       | bude oznámeno (1. část)        | Trey Parker | Trey Parker | 1. června 2022    | bude oznámeno   | 2507      | bude oznámeno |
| 319          | 8         | The Streaming Wars: Part 2               | bude oznámeno (2. část)        | Trey Parker | Trey Parker | 13. července 2022 | bude oznámeno   | 2508      | bude oznámeno |

### Dvacátá šestá řada (2023–2024)
| Č. v seriálu | Č. v řadě | Původní název              | Český název   | Režie       | Scénář                | Premiéra v USA    | Premiéra v ČR | Prod. kód | Pořadí v ČR   |
| ------------ | --------- | -------------------------- | ------------- | ----------- | --------------------- | ----------------- | ------------- | --------- | ------------- |
| 320          | 1         | Cupid Ye                   | bude oznámeno | Matt Stone  | Matt Stone            | 8. února 2023     | bude oznámeno | 2601      | bude oznámeno |
| 321          | 2         | The Worldwide Privacy Tour | bude oznámeno | Trey Parker | Trey Parker           | 15. února 2023    | bude oznámeno | 2602      | bude oznámeno |
| 322          | 3         | Japanese Toilet            | bude oznámeno | Trey Parker | Trey Parker           | 1. března 2023    | bude oznámeno | 2603      | bude oznámeno |
| 323          | 4         | Deep Learning              | bude oznámeno | Trey Parker | Trey Parker a ChatGPT | 8. března 2023    | bude oznámeno | 2604      | bude oznámeno |
| 324          | 5         | DikinBaus Hot Dogs         | bude oznámeno | Trey Parker | Trey Parker           | 22. března 2023   | bude oznámeno | 2605      | bude oznámeno |
| 325          | 6         | Spring Break               | bude oznámeno | Trey Parker | Trey Parker           | 29. března 2023   | bude oznámeno | 2606      | bude oznámeno |
| 326          | 7         | Joining the Panderverse    | bude oznámeno | Trey Parker | Trey Parker           | 27. října 2023    | bude oznámeno | 2607      | bude oznámeno |
| 327          | 8         | Not Suitable For Children  | bude oznámeno | Trey Parker | Trey Parker           | 20. prosince 2023 | bude oznámeno | 2608      | bude oznámeno |
| 328          | 9         | The End of Obesity         | bude oznámeno | Trey Parker | Trey Parker           | 24. května 2024   | bude oznámeno | 2609      | bude oznámeno |